# Cantonul Bouloire
Cantonul Bouloire este un canton din arondismentul Mamers, departamentul Sarthe, regiunea Pays de la Loire, Franța.

## Comune
| Comune                     | Populație (1999) | Cod poștal | Cod INSEE |
| -------------------------- | ---------------- | ---------- | --------- |
| Bouloire                   | ...              | 72440      | 72042     |
| Coudrecieux                | ...              | 72440      | 72094     |
| Maisoncelles               | ...              | 72440      | 72178     |
| Saint-Mars-de-Locquenay    | ...              | 72440      | 72298     |
| Saint-Michel-de-Chavaignes | ...              | 72440      | 72303     |
| Thorigné-sur-Dué           | ...              | 72160      | 72358     |
| Tresson                    | ...              | 72440      | 72361     |
| Volnay                     | ...              | 72440      | 72382     |